# 加茂田組
加茂田組（かもだぐみ）は、神戸市長田区に本拠を置いて1950年代中頃から1988年（昭和63年）まで活動した暴力団。三代目山口組の2次団体として結成され、後に一和会の2次団体となった。
昭和31年（1956年）、加茂田重政が、幹部を務めていた わさび会を解散させた後、三代目山口組・田岡一雄組長から盃を受け、加茂田会（かもだかい）を結成した。後に加茂田組に改称した。

## 最高幹部
- 組長 - 加茂田重政
- 副組長 - 塩見務（塩見組組長）、加茂田勇（政勇会会長）
- 若頭 - 飯田時雄（飯田組組長）
- 含弟頭 - 木村弘（木村興業組長）
- 舎弟頭補佐 - 山木信一（大響会会長）、長岡幸治（長岡組組長）、花田章（北海道花田組組長）
- 若頭代行 - 大嶋巽（大嶋組組長）
- 本部長 - 前田登
- 若頭補佐 - 矢倉三郎（政心連合会会長）、木村阪喜（木村會会長）、中川昭吉（中勢連合会会長）、宮原省冶（宮原組組長）、江波今二郎（江波組組長）、山本恵一（二代目紀州連合会会長）、宮崎正義（宮崎興業組長）
- 若中 - 池田保雄（池田組組長）、林 國義（林組組長）、平山 満（政省連合会長）、多辺裕昭（多辺組組長）、鈴木善春（鈴木組組長）、高木義礼（高木興業組長）、奥原吉晴（奥原組組長）、竹中清士（竹中組組長）、宮本秋夫（宮本組組長）、三木雄二（三木組組長）、長谷川順寛（二代目中林組組長）、三島謙一（三島組組長）

## 過去の幹部
- 若頭（常任相談役） - 飯田時麿（飯田組組長）